# Districtul Ko Chang
Ko Chang (în thailandeză เกาะช้าง) este un district (Amphoe) din provincia Trat, Thailanda, cu o populație de 5.356 de locuitori și o suprafață de 217 km².

## Componență
Insula cuprinde un district (amphoe), format la 30 aprilie 1994,când a fost despărțit din Districtul Laem Ngop, inițial fiind clasificat ca district minor (king amphoe).
Districtul conține următoarele nouă sate (muban):
- Ban Salak Phet
- Ban Salak Phet Nuea
- Ban Salak Khok
- Ban Chek Bae
- Ban Dan Mai
- Bang Bao
- Ban Khlong Son
- Ban Khlong Phrao
- Ban Khlong Nonsi